# Ян Евангеліста Пуркинє
Ян Евангеліста Пуркинє (чеськ. Jan Evangelista Purkyně; 17 грудня 1787, Лібоховіце, поблизу міста Літомержіце, Чехія — 28 липня 1869, Прага) — чеський біолог і громадський діяч, член-кореспондент Петербурзької академії наук (з 1836), почесний член петербурзької Медико-хірургічної академії тощо. Закінчив Празький університет у 1818 році. З 1823 року — професор Бреславльського (Вроцлавського), а з 1850 року — Празького університету. Батько ботаніка і метеоролога Емануеля Пуркинє та живописця Карела Пуркинє.

## Наукова діяльність
Організував перший у світі фізіологічний інститут у Бреславлі (1839), а потім (1851) аналогічний інститут у Празі. Праці Пуркинє присвячені переважно проблемам фізіології (зокрема, зору), гістології та ембріології. Йому належить ряд тверджень щодо клітинної будови організмів; він відкрив ядро яйцеклітини (1825), запровадив поняття «протоплазма» (1839), удосконалив і збагатив техніку мікроскопічних досліджень, описав ряд гістологічних структур, які названо його ім'ям — волокна, клітини Пуркинє тощо. Пуркинє організував товариство чеських лікарів, «Чеський медичний журнал», науково-популярний журнал «Жива»; боровся за створення національної академії наук, національного театру. Виступав на захист прав чеського та словацького народів.

## Визнання
- На його честь названо астероїд.
- У 1960—1990 роках Університет Масарика діяв під назвою «Університет імені Яна Евангеліста Пуркинє».
- Ефект Пуркинє, зсув Пуркинє — явище зміни колірного сприйняття людським оком при зниженні освітленості об'єктів
- Іменем науковця названо Університет Яна Евангеліста Пуркинє в місті Усті над Лабем